# 肯塔基河
肯塔基河（Kentucky River）是俄亥俄河在肯塔基州内的一条支流，全长418公里（260英里），流域面积18000平方公里，提供肯塔基州六分之一人口的饮用水。

## 源流概况

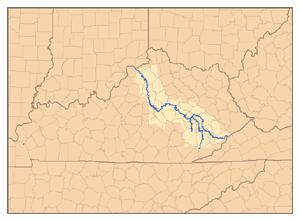
图中从右至左分别为北支肯塔基河、中支肯塔基河和南支肯塔基河，汇合后称肯塔基河

肯塔基河有南北两源，北支肯塔基河长为270公里。发源于松木山脉的西麓，在肯塔基东南部的阿巴拉契亚山脉中穿行，之后折向西北，接纳多条支流后，于李郡接纳发源于阿巴拉契亚山脉长169公里的中支肯塔基河，合流8公里后，在贝提维尔附近与发源克莱县，长72公里的南支肯塔基河汇合，流向西北方向。穿越丹尼尔·布恩国家森林，流经Irvine与Boonesborough，接纳红河等支流，折向西南，流经莱克星顿南部，然后北流穿越法兰克福，最后于卡罗顿汇入俄亥俄河。

## 外在链接
- NWS: Kentucky River Watershed Watch
- 肯塔基河博物馆
- 肯塔基河水质